# Resultados das rodadas de qualificação da Liga dos Campeões da AFC de 2015
As Rodadas de Qualificação da Liga dos Campeões da AFC de 2015 foram disputadas entre os dias 4 e 17 de fevereiro de 2015 e os vencedores conquistaram as 08 (oito) vagas para fase de grupos.

## Formato
O chaveamento para esta fase, que consiste em três fases (primeira pré-eliminatória, segunda pré-eliminatória e terceira pré-eliminatória) foi determinada pela AFC baseada no ranking de cada associação. Cada vaga é disputada em uma única partida, com o time de maior ranking sendo o mandante da mesma.

## Times
Os seguintes 25 times (11 da Ásia Ocidental e 14 da Ásia Oriental) disputaram esta fase.
| Zona           | Equipes que entram na fase de play-off                               | Equipes que entram na segunda pré-eliminatória                                     | Equipes que entram na primeira pré-eliminatória          |
| -------------- | -------------------------------------------------------------------- | ---------------------------------------------------------------------------------- | -------------------------------------------------------- |
| Ásia Ocidental | - Al-Ahli - Naft Tehran - Bunyodkor - Al-Wahda - Al-Jazira           | - Al-Sadd - Al Jaish - Al-Qadsia - Al-Wehdat - Al-Nahda - Al-Riffa                 |                                                          |
| Ásia Oriental  | - FC Seoul - Kashiwa Reysol - Central Coast Mariners - Beijing Guoan | - Guangzhou R&F - Bangkok Glass - Chonburi - Hà Nội T&T - Persib Bandung - Kitchee | - Yadanarbon - Johor Darul Ta'zim - Bengaluru - Warriors |

## Calendário
O calendário para esta fase é o seguinte.
| Rodada                    | Data da partida         |
| ------------------------- | ----------------------- |
| Primeira pré-eliminatória | 4 de fevereiro de 2015  |
| Segunda pré-eliminatória  | 10 de fevereiro de 2015 |
| Play-off                  | 17 de fevereiro de 2015 |

## Chaveamento

### Ásia Ocidental

#### Play-off 1
O vencedor desta chave avançou para o Grupo D.
|  | Primeira pré-eliminatória | Primeira pré-eliminatória | Primeira pré-eliminatória |  |  | Segunda pré-eliminatória | Segunda pré-eliminatória | Segunda pré-eliminatória |   |               | Play-off      | Play-off | Play-off |
|  |                           |                           |                           |  |  |                          |                          |                          |   |               |               |          |          |
|  |                           |                           |                           |  |  |                          |                          |                          |   |               |               |          |          |
|  |                           |                           |                           |  |  |                          |                          |                          |   |               |               |          |          |
|  |                           |                           |                           |  |  |                          |                          |                          |   |               |               |          |          |
|  |                           |                           |                           |  |  |                          |                          |                          |   | Al-Ahli (pro) | Al-Ahli (pro) | 2        |          |
|  |                           |                           |                           |  |  |                          | Al-Qadsia                | Al-Qadsia                | 1 |               |               |          |          |
|  |                           |                           |                           |  |  | Al-Qadsia                | Al-Qadsia                | 1                        |   |               |               |          |          |
|  |                           |                           |                           |  |  | Al-Wehdat                | Al-Wehdat                | 0                        |   |               |               |          |          |
|  |                           |                           |                           |  |  |                          |                          |                          |   |               |               |          |          |
|  |                           |                           |                           |  |  |                          |                          |                          |   |               |               |          |          |
|  |                           |                           |                           |  |  |                          |                          |                          |   |               |               |          |          |

#### Play-off 2
O vencedor desta chave avançou para o Grupo B.
|  | Primeira pré-eliminatória | Primeira pré-eliminatória | Primeira pré-eliminatória |  |  | Segunda pré-eliminatória | Segunda pré-eliminatória | Segunda pré-eliminatória |   |             | Play-off    | Play-off | Play-off |
|  |                           |                           |                           |  |  |                          |                          |                          |   |             |             |          |          |
|  |                           |                           |                           |  |  |                          |                          |                          |   |             |             |          |          |
|  |                           |                           |                           |  |  |                          |                          |                          |   |             |             |          |          |
|  |                           |                           |                           |  |  |                          |                          |                          |   |             |             |          |          |
|  |                           |                           |                           |  |  |                          |                          |                          |   | Naft Tehran | Naft Tehran | 1        |          |
|  |                           |                           |                           |  |  |                          | Al Jaish                 | Al Jaish                 | 0 |             |             |          |          |
|  |                           |                           |                           |  |  | Al Jaish                 | Al Jaish                 | 2                        |   |             |             |          |          |
|  |                           |                           |                           |  |  | Al-Nahda                 | Al-Nahda                 | 1                        |   |             |             |          |          |
|  |                           |                           |                           |  |  |                          |                          |                          |   |             |             |          |          |
|  |                           |                           |                           |  |  |                          |                          |                          |   |             |             |          |          |
|  |                           |                           |                           |  |  |                          |                          |                          |   |             |             |          |          |

#### Play-off 3
O vencedor desta chave avançou para o Grupo A.
|  | Primeira pré-eliminatória | Primeira pré-eliminatória | Primeira pré-eliminatória |  |  | Segunda pré-eliminatória | Segunda pré-eliminatória | Segunda pré-eliminatória |   |           | Play-off  | Play-off | Play-off |
|  |                           |                           |                           |  |  |                          |                          |                          |   |           |           |          |          |
|  |                           |                           |                           |  |  |                          |                          |                          |   |           |           |          |          |
|  |                           |                           |                           |  |  |                          |                          |                          |   |           |           |          |          |
|  |                           |                           |                           |  |  |                          |                          |                          |   |           |           |          |          |
|  |                           |                           |                           |  |  |                          |                          |                          |   | Bunyodkor | Bunyodkor | 2        |          |
|  |                           |                           |                           |  |  |                          | Al-Jazira                | Al-Jazira                | 1 |           |           |          |          |
|  |                           |                           |                           |  |  |                          |                          |                          |   |           |           |          |          |
|  |                           |                           |                           |  |  |                          |                          |                          |   |           |           |          |          |
|  |                           |                           |                           |  |  |                          |                          |                          |   |           |           |          |          |
|  |                           |                           |                           |  |  |                          |                          |                          |   |           |           |          |          |
|  |                           |                           |                           |  |  |                          |                          |                          |   |           |           |          |          |

#### Play-off 4
O vencedor desta chave avançou para o Grupo C.
|  | Primeira pré-eliminatória | Primeira pré-eliminatória | Primeira pré-eliminatória |  |  | Segunda pré-eliminatória | Segunda pré-eliminatória | Segunda pré-eliminatória |      |          | Play-off | Play-off | Play-off |
|  |                           |                           |                           |  |  |                          |                          |                          |      |          |          |          |          |
|  |                           |                           |                           |  |  |                          |                          |                          |      |          |          |          |          |
|  |                           |                           |                           |  |  |                          |                          |                          |      |          |          |          |          |
|  |                           |                           |                           |  |  |                          |                          |                          |      |          |          |          |          |
|  |                           |                           |                           |  |  |                          |                          |                          |      | Al-Wahda | Al-Wahda | 4(4)     |          |
|  |                           |                           |                           |  |  |                          | Al-Sadd (pen)            | Al-Sadd (pen)            | 4(5) |          |          |          |          |
|  |                           |                           |                           |  |  | Al-Sadd (pen)            | Al-Sadd (pen)            | 1(11)                    |      |          |          |          |          |
|  |                           |                           |                           |  |  | Al-Riffa                 | Al-Riffa                 | 1(10)                    |      |          |          |          |          |
|  |                           |                           |                           |  |  |                          |                          |                          |      |          |          |          |          |
|  |                           |                           |                           |  |  |                          |                          |                          |      |          |          |          |          |
|  |                           |                           |                           |  |  |                          |                          |                          |      |          |          |          |          |

### Ásia Oriental

#### Play-off 1
O vencedor desta chave avançou para o Grupo H.
|  | Primeira pré-eliminatória | Primeira pré-eliminatória | Primeira pré-eliminatória |  |  | Segunda pré-eliminatória | Segunda pré-eliminatória | Segunda pré-eliminatória |   |          | Play-off | Play-off | Play-off |
|  |                           |                           |                           |  |  |                          |                          |                          |   |          |          |          |          |
|  |                           |                           |                           |  |  |                          |                          |                          |   |          |          |          |          |
|  |                           |                           |                           |  |  |                          |                          |                          |   |          |          |          |          |
|  |                           |                           |                           |  |  |                          |                          |                          |   |          |          |          |          |
|  |                           |                           |                           |  |  |                          |                          |                          |   | FC Seoul | FC Seoul | 7        |          |
|  |                           |                           |                           |  |  |                          | Hà Nội T&T               | Hà Nội T&T               | 0 |          |          |          |          |
|  |                           |                           |                           |  |  | Hà Nội T&T               | Hà Nội T&T               | 4                        |   |          |          |          |          |
|  |                           |                           |                           |  |  | Persib Bandung           | Persib Bandung           | 0                        |   |          |          |          |          |
|  |                           |                           |                           |  |  |                          |                          |                          |   |          |          |          |          |
|  |                           |                           |                           |  |  |                          |                          |                          |   |          |          |          |          |
|  |                           |                           |                           |  |  |                          |                          |                          |   |          |          |          |          |

#### Play-off 2
O vencedor desta chave avançou para o Grupo E.
|  | Primeira pré-eliminatória | Primeira pré-eliminatória | Primeira pré-eliminatória |  |  | Segunda pré-eliminatória | Segunda pré-eliminatória | Segunda pré-eliminatória |   |                      | Play-off             | Play-off | Play-off |
|  |                           |                           |                           |  |  |                          |                          |                          |   |                      |                      |          |          |
|  |                           |                           |                           |  |  |                          |                          |                          |   |                      |                      |          |          |
|  |                           |                           |                           |  |  |                          |                          |                          |   |                      |                      |          |          |
|  |                           |                           |                           |  |  |                          |                          |                          |   |                      |                      |          |          |
|  |                           |                           |                           |  |  |                          |                          |                          |   | Kashiwa Reysol (pro) | Kashiwa Reysol (pro) | 3        |          |
|  |                           |                           |                           |  |  |                          | Chonburi                 | Chonburi                 | 2 |                      |                      |          |          |
|  |                           |                           |                           |  |  | Chonburi                 | Chonburi                 | 4                        |   |                      |                      |          |          |
|  |                           |                           |                           |  |  | Kitchee                  | Kitchee                  | 1                        |   |                      |                      |          |          |
|  |                           |                           |                           |  |  |                          |                          |                          |   |                      |                      |          |          |
|  |                           |                           |                           |  |  |                          |                          |                          |   |                      |                      |          |          |
|  |                           |                           |                           |  |  |                          |                          |                          |   |                      |                      |          |          |

#### Play-off 3
O vencedor desta chave avançou para o Grupo F.
|  | Primeira pré-eliminatória | Primeira pré-eliminatória | Primeira pré-eliminatória |  |  | Segunda pré-eliminatória | Segunda pré-eliminatória | Segunda pré-eliminatória |   |                        | Play-off               | Play-off | Play-off |
|  |                           |                           |                           |  |  |                          |                          |                          |   |                        |                        |          |          |
|  |                           |                           |                           |  |  |                          |                          |                          |   |                        |                        |          |          |
|  |                           |                           |                           |  |  |                          |                          |                          |   |                        |                        |          |          |
|  |                           |                           |                           |  |  |                          |                          |                          |   |                        |                        |          |          |
|  |                           |                           |                           |  |  |                          |                          |                          |   | Central Coast Mariners | Central Coast Mariners | 1        |          |
|  |                           |                           |                           |  |  |                          | Guangzhou R&F            | Guangzhou R&F            | 3 |                        |                        |          |          |
|  |                           |                           |                           |  |  | Guangzhou R&F            | Guangzhou R&F            | 3                        |   |                        |                        |          |          |
|  | Yadanarbon                | Yadanarbon                | 1 (5)                     |  |  | Warriors                 | Warriors                 | 0                        |   |                        |                        |          |          |
|  | Warriors (pen)            | Warriors (pen)            | 1 (6)                     |  |  |                          |                          |                          |   |                        |                        |          |          |
|  |                           |                           |                           |  |  |                          |                          |                          |   |                        |                        |          |          |
|  |                           |                           |                           |  |  |                          |                          |                          |   |                        |                        |          |          |

#### Play-off 4
O vencedor desta chave avançou para o Grupo G.
|  | Primeira pré-eliminatória | Primeira pré-eliminatória | Primeira pré-eliminatória |  |  | Segunda pré-eliminatória | Segunda pré-eliminatória | Segunda pré-eliminatória |   |               | Play-off      | Play-off | Play-off |
|  |                           |                           |                           |  |  |                          |                          |                          |   |               |               |          |          |
|  |                           |                           |                           |  |  |                          |                          |                          |   |               |               |          |          |
|  |                           |                           |                           |  |  |                          |                          |                          |   |               |               |          |          |
|  |                           |                           |                           |  |  |                          |                          |                          |   |               |               |          |          |
|  |                           |                           |                           |  |  |                          |                          |                          |   | Beijing Guoan | Beijing Guoan | 3        |          |
|  |                           |                           |                           |  |  |                          | Bangkok Glass            | Bangkok Glass            | 0 |               |               |          |          |
|  |                           |                           |                           |  |  | Bangkok Glass            | Bangkok Glass            | 3                        |   |               |               |          |          |
|  | Johor Darul Ta'zim (pro)  | Johor Darul Ta'zim (pro)  | 2                         |  |  | Johor Darul Ta'zim       | Johor Darul Ta'zim       | 0                        |   |               |               |          |          |
|  | Bengaluru                 | Bengaluru                 | 1                         |  |  |                          |                          |                          |   |               |               |          |          |
|  |                           |                           |                           |  |  |                          |                          |                          |   |               |               |          |          |
|  |                           |                           |                           |  |  |                          |                          |                          |   |               |               |          |          |

## Primeira pré-eliminatória

### Ásia Oriental
| 4 de fevereiro   | Yadanarbon       | 1 – 1 (pro) | Warriors | Estádio Mandalarthiri, Mandalay                     |
| 16:00 (UTC+6:30) | Ye Win Aung 102' | Relatório   | Andy 99' | Público: 21 400 Árbitro: SRI Hettikamkanamge Perera |

|                                                        |       | Penalidades                                    |  |
| Djawa Yan Paing Okpechi Thiha Sithu Boakay Si Thu Aung | 5 – 6 | Shi Jiayi Beattie Bennett Vidošević Vélez Andy |  |

| 4 de fevereiro | Johor Darul Ta'zim       | 2 – 1 (pro) | Bengaluru   | Estádio Larkin, Johor Bahru                 |
| 20:45 (UTC+8)  | Harun 47' · Chanturu 97' | Relatório   | Lyngdoh 90' | Público: 17 455 Árbitro: JPN Yudai Yamamoto |

## Segunda pré-eliminatória

### Ásia Oriental
| 10 de fevereiro | Hà Nội T&T                                           | 4 – 0     | Persib Bandung | Estádio Nacional Mỹ Đình, Hanói            |
| 18:00 (UTC+7)   | Marronkle 33' (pen.), 57' · Hoàng Vũ Samson 47', 71' | Relatório |                | Público: 2 500 Árbitro: AUS Jarred Gillett |

| 10 de fevereiro | Guangzhou R&F                                          | 3 – 0     | Warriors | Estádio Yuexiushan, Cantão              |
| 19:30 (UTC+8)   | Jiang Zhipeng 53' · Jang Hyun-Soo 60' · Zhang Shuo 75' | Relatório |          | Público: 7 883 Árbitro: JPN Minoru Tōjō |

| 10 de fevereiro | Chonburi                         | 3 – 1     | Kitchee      | Estádio Municipal de Chonburi, Mueang Chonburi |
| 19:00 (UTC+7)   | Leandro 8', 39', 55' · Nurul 27' | Relatório | Wan Chun 35' | Público: 3 432 Árbitro: KOR Kim Sang-Woo       |

| 10 de fevereiro | Bangkok Glass                | 3 – 0     | Johor Darul Ta'zim | Estádio Leo, Thanyaburi                 |
| 19:00 (UTC+7)   | Narong 28' · Kaimbi 52', 62' | Relatório |                    | Público: 5 299 Árbitro: AUS Chris Beath |

### Ásia Ocidental
| 10 de fevereiro | Al Jaish                             | 2 – 1     | Al-Nahda    | Estádio Al-Gharafa, Doha                                 |
| 18:00 (UTC+3)   | Wagner Ribeiro 78' · Romarinho 90+2' | Relatório | Voullany 4' | Público: 5 507 Árbitro: MAS Mohd Amirul Izwan Bin Yaacob |

| 10 de fevereiro | Al-Qadsia | 1 – 0     | Al-Wehdat | Estádio Al Kuwait Sports Club, Cidade do Kuwait        |
| 18:15 (UTC+3)   | Said 60'  | Relatório |           | Público: 9 200 Árbitro: IRQ Mohanad Qasim Eesee Sarray |

| 10 de fevereiro | Al-Sadd | 0 – 0 (pro) | Al-Riffa | Estádio Jassim Bin Hamad, Doha                       |
| 18:30 (UTC+3)   |         | Relatório   |          | Público: 2 500 Árbitro: SIN Muhammad Taqi Al-Jaafari |

|                                                                                                 |         | Penalidades                                                                         |  |
| Ibrahim Al Haidos Majid Hassan Belhadj Kasola Nabeel Lee Jung-Soo Yahia Khoder Al Sheeb Ibrahim | 11 – 10 | Ozéia João Luiz Galeb Deeb Salman Saeed Mubarak Al Amer Shalal Al-Hooti Alawi Ozéia |  |

## Play-off

### Ásia Oriental
| 17 de fevereiro | Central Coast Mariners | 1 – 3     | Guangzhou R&F                         | Estádio Central Coast, Gosford           |
| 19:30 (UTC+11)  | Trifiro 90+2'          | Relatório | Jiang Ning 8' · Lu Lin 57' · Rose 89' | Público: 2 776 Árbitro: KOR Kim Dong-Jin |

| 17 de fevereiro | Kashiwa Reysol                  | 3 – 2 (pro) | Chonburi                               | Hitachi Kashiwa Soccer Stadium, Kashiwa |
| 19:00 (UTC+9)   | Taketomi 8' · Leandro 58', 115' | Relatório   | Leandro Assumpção 10' · Thaweekarn 65' | Público: 6 344 Árbitro: AUS Peter Green |

| 17 de fevereiro | Beijing Guoan                            | 3 – 0     | Bangkok Glass | Estádio dos Trabalhadores, Pequim         |
| 18:00 (UTC+8)   | Song Boxuan 17' · Batalla 64' (pen), 72' | Relatório |               | Público: 21 017 Árbitro: KOR Ko Hyung-Jin |

| 17 de fevereiro | FC Seoul | 7 – 0     | Hà Nội T&T | Seul World Cup Stadium, Seul           |
| 19:30 (UTC+9)   | Yun Il-Lok 14' · Everton Santos 20' · Jung Jo-Gook 30', 46' · Escudero 40' · Lee Seok-Hyun 70' · Koh Myong-Jin 72' | Relatório |            | Público: 6 718 Árbitro: JPN Ryuji Sato |

### Ásia Ocidental
| 17 de fevereiro | Bunyodkor                  | 2 – 1     | Al-Jazira            | Estádio Bunyodkor, Tashkent                 |
| 17:00 (UTC+5)   | Shodiev 23' · Rashidov 52' | Relatório | Mabkhout 45+1' (pen) | Público: 9 263 Árbitro: IRN Alireza Faghani |

| 17 de fevereiro  | Naft Tehran  | 1 – 0     | Al Jaish | Estádio Azadi, Teerã                        |
| 18:00 (UTC+3:30) | Motahari 50' | Relatório |          | Público: 5 750 Árbitro: UZB Ravshan Irmatov |

| 17 de fevereiro | Al-Wahda                                          | 4 – 4 (pro) | Al-Sadd                             | Estádio Al Nahyan, Abu Dhabi                   |
| 19:10 (UTC+4)   | Díaz 8' · Omar 72' · Al-Shehhi 90+2' · Matar 108' | Relatório   | Ahmed 55' · Ibrahim 66', 90+7', 98' | Público: 4 208 Árbitro: OMA Abdullah Al Hilali |

|                                            |       | Penalidades                                    |  |
| Al-Shehhi Al-Noubi Omar Matar Saleh Fadhel | 4 – 5 | Ibrahim Al-Haidos Grafite Majid Belhadj Hassan |  |

| 17 de fevereiro | Al-Ahli                            | 2 – 1 (pro) | Al-Qadsia     | Cidade do Esporte Rei Abdullah, Jidá         |
| 20:10 (UTC+3)   | Al Soma 85' (pen) · Al-Bassas 115' | Relatório   | Al-Mutawa 33' | Público: 34 028 Árbitro: BHR Nawaf Shukralla |